# This Is It (turneja Majkla Džeksona)
Pogledati još: „Michael Jackson's This Is It“, „This Is It (album)“ i „This Is It (pjesma)“
This Is It je bila serija od pedeset rasprodatih koncerata Majkla Džeksona, planirana da se održi u londonskoj O2 areni. Serija bi trajala od jula 2009. godine do marta 2010. Kako god, tri nedelje prije prvog nastupa, Džekson je preminuo. Američki pjevač je lično najavio koncerte na konferenciji za novinare u O2 areni. Ej-I-Dži, promoter koncerata, objavio je promotivni spot koji je zabilježio veliki komercijalni uspjeh, postavivši rekord za britansku televizijsku kuću Aj-Ti-Vi. Najavljivana kao jedan od najvažnijih muzičkih događaja godine, This Is It bi bila prva Džeksonova turneja nakon svjetske turneje albuma „HIStory: Past, Present and Future, Book I“, poznate kao HIStory World Tour. Preko milion ljudi ukupno bi prisustvovalo na nastupima. Rendi Filips, predsjednik i izvršni direktor Ej-I-Dži-ja, izjavio je da bi prvih deset koncerata pjevaču donijela zaradu od oko 50 miliona britanskih funti.
Prvobitno, samo deset koncerata je najavljeno koji su rasprodati za manje od sat vremena. Na zahtjev obožavalaca, dodato je još njih četrdeset. Prodaja ulaznica je srušila nekoliko rekorda dok je prodaja Džeksonovih albuma porasla od najave. Na pripremama za koncertnu seriju, pop pjevač je sarađivao sa mnogim javnim figurama kao što su: Kristijan Odidžer (modni dizajner), Keni Ortega (koreograf) i Lu Ferinjo (bodibilder). Prije njegove smrti, kompanija Olgud entertejnment je planirala tužiti ga, tvrdeći da se obavezao ugovorom da će sa njom sarađivati pri ovom projektu.
Nakon Džeksonove smrti, Ej-I-Dži je ponudio povratnički novac za karte. Mnogi fanovi su zadržali ulaznice kao suvenire. Otkazanih i rekordno rasprodatih pedeset koncerata i potencijalni uslovi za svjetsku turneju, nadenuli su Džeksonovim nastupima nadimak najveći koncerti koji se nikad nisu dogodili. Filmska kompanija Kolumbija stekla je prava na snimljeni materijal sa proba plativši ih 60 miliona američkih dolara da bi od njih napravila dokumentarac nazvan „Michael Jackson's This Is It“. Predstavnicima Džeksonove zaostavštine prosleđeno je devedeset procenata zarade od filma a ostalih deset Ej-I-Dži-ju. Da bi se poklopio sa izdanjem filma, izdat je odgovarajući muzički album.